# Люксембург на летних Олимпийских играх 1988
Люксембург принимал участие в Летних Олимпийских играх 1988 года в Сеуле (Корея) в семнадцатый раз за свою историю, но не завоевал ни одной медали. Сборная страны состояла из 8 спортсменов (5 мужчин, 3 женщины).

## Результаты

### Стрельба из лука
В своем четвертом участии в олимпийской стрельбе из лука Люксембург был представлен одной женщиной.
Ильзе Марта Рис-Хотц участвовала в женской индивидуальной стрельбе и заняла 48 место.

### Лёгкая атлетика (мужской марафон)
Люксембуржец Джастин Глоден участвовал в мужском марафоне, где показал время 2:22.14 и занял 36 место.

### Лёгкая атлетика (спортивная ходьба)
В этой дисциплине Люксембург представлял Марко Сова,который был дисквалифицирован в итоговом протоколе.

### Женский марафон
Даниэль Кабер из Люксембурга показала время 2:29.23 и заняла 7 место.

### Плавание
Среди мужчин люксембург представлял Ив Клосс, который участвовал в заплывах на 50 м вольным стилем,где занял 28 место со временем 23.99, на 100 м вольным стилем, где соответственно занял 35 место со временем 52.27, и на 200 м вольным стилем,где занял 38 место со временем 1:45.90.
Из женщин выступала Нэнси Арендт,которая в заплыве на 100 м брассом показала время 1:14.99 и финишировала на 29 месте, а в заплыве на 200 м брассом была дисквалифицирована.
Оба спортсмена не продвинулись дальше четвертьфиналов.